# Дифференциальная геометрия поверхностей
Дифференциальная геометрия поверхностей — исторически важная область дифференциальной геометрии.
Дифференциальная геометрия поверхностей разделяется на два основных подраздела: внешней и внутренней геометрии.
Основным объектом изучения внешней геометрии поверхностей являются гладкие поверхности, вложенные в евклидово пространство, а также ряд их обобщений.
Во внутренней геометрии основным объектом являются абстрактно заданные поверхности с различными дополнительными структурами, наиболее часто — первая фундаментальная форма (то же, что и риманова метрика).

## История
Отдельные свойства поверхностей вращения были известны ещё Архимеду.
Развитие математического анализа в семнадцатом веке обеспечило более систематические подходы к их доказательству.
Кривизну поверхностей общего вида изучал Леонард Эйлер; в 1760 году им получено выражение для нормальных кривизн поверхности.
В 1771 году он рассматривал поверхности, заданные в параметрической форме, ввёл понятие наложимости поверхностей (в современной терминологии — изометричность); в частности он рассмотрел поверхности, наложимые на плоскость.
Таким образом Эйлер был первым, кто рассматривал внутреннюю геометрию поверхности.
Гаспар Монж рассматривал асимптотические кривые и линии кривизны на поверхностях.
Важнейший вклад в теорию поверхностей сделал Гаусс в двух статьях, написанных в 1825 и 1827 годах.
В частности, им доказана так называемая Theorema Egregium — исторически важный результат, который говорит, что кривизна Гаусса является внутренним инвариантом, то есть инвариантом относительно локальных изометрий.
Выделение дифференциальной геометрии в отдельную область исследований часто связывают именно с этой теоремой.
Он ввёл понятие первой и второй квадратичных форм.
Позже Карл Михайлович Петерсон вывел полную систему уравнений на квадратичные формы поверхности.
Ключевые результаты во внутренней геометрии поверхностей были получены Фердинандом Готлибовичем Миндингом.
В частности, он ввёл понятие параллельного перенесения вдоль кривой, получившее дальнейшее развитие в работах Туллио Леви-Чивиты.
С конца XIX векa, большое внимание уделялось задаче об изометрическом погружении, изгибании поверхностей и задачам жёсткости.
Важнейшие результаты были получены Александром Даниловичем Александровым, Давидом Гилбертом, Дмитрием Фёдоровичем Егоровым, Стефаном Кон-Фоссеном и другими.
Методы развитые в дифференциальной геометрии поверхностей сыграли основную роль в развитии римановой и александровской геометрий.

## Основные понятия
Гладкая вложенная поверхность является основным объектом изучения дифференциальной геометрии поверхностей,
точнее внешней геометрии поверхностей.
Она определяется следующим образом:
Подмножество {\displaystyle \Sigma } евклидова пространства называется гладкой вложенной поверхностью (точнее гладкой регулярной вложенной поверхностью без края), если для любой точки {\displaystyle p\in \Sigma } существует окрестность {\displaystyle U\ni p} в {\displaystyle \Sigma }, которая является графиком {\displaystyle z=f(x,y)} гладкой функции {\displaystyle f} в подходящим образом выбранной системе декартовых координат {\displaystyle (x,y,z)}.
Для любой поверхности, вложенной в евклидово пространство, можно измерить длину кривой на поверхности, угол между двумя кривыми и площадь области на поверхности.
Эта структура задаётся первой фундаментальной формой, то есть 2×2 положительно определённой матрицей, гладко меняющаяся от точки к точке в локальной параметризации поверхности.
Можно абстрагироваться от исходного вложения.
То есть рассматривать абстрактную поверхность заданную локальными координатами с римановой метрикой.
Это приводит к так называемой внутренней геометрии поверхностей, получившей дальнейшее развитие в римановой геометрии.
Центральную роль в исследовании поверхностей играет кривизна, в том числе главные кривизны, гауссова и средняя кривизны, а также тензорные описания кривизны, такие как оператор формы и вторая фундаментальная форма.
Большое внимание отводится и другим классам кривых на поверхности, включая геодезические, асимптотические кривые и линии кривизны.
Основные результаты теории относятся к свойствам выпуклых, седловых поверхностей, поверхностей вращения,
поверхностей постоянной средней кривизны и в частности минимальных поверхностей.
Конструкции
- Сферическое отображение — отображение при котором точка поверхности отображается в вектор единичной нормали в этой точке.

- Трёхгранник Дарбу естественный репер для кривой на поверхности, используется в определении геодезической и нормальной кривизны.

Технические утверждения
- Формула Эйлера позволяет вычислить нормальную кривизну поверхности.

- Теорема Мёнье — даёт выражение для кривизны кривой, лежащей на поверхности.

## Фундаментальные теоремы
- Лемма Гаусса о геодезических — утверждает, что любая достаточно малая окружность с центром в точке поверхности перпендикулярна каждой геодезической кривой из центра. Используется в доказательстве того, что геодезические кривые являются локально кратчайшими кривыми. Также играет ключевую роль в доказательстве свойств нормальных и полугеодезических координат

- Уравнения Петерсона ― Кодацци дают локальные условия на первую и вторую квадратичные формы поверхности.

- Теорема об униформизации — гарантирует существование конформной параметризации данной поверхности поверхностью постоянной гауссовой кривизны.

- Формула Гаусса — Бонне — даёт выражение на интеграл гауссовой кривизны по области на поверхности.

- Теорема сравнения Александрова — даёт оценки на углы геодезического треугольника.

## Открытые вопросы
- Задача изометричного вложения. Остаётся открытым вопрос, любая ли абстрактно заданная поверхность допускает изометрическое вложение в евклидово пространство размерности 3. Это так называемая «уравнение Вейля»[5].
  - Результат Якобовича[6] и Позняка[7] даёт положительный ответ для вложений в 4-х мерное пространство.
  - В 1926 году Морис Жане доказал, решил задачу для аналитических метрик.
  - Теорема Александрова о вложении говорит, что любая достаточно гладкая метрика на сфере с положительной гауссовой кривизной изометрична замкнутой выпуклой поверхности в {\displaystyle \mathbb {E} ^{3}}. Аналогичный результат для аналитических метрик был получен ранее Вейлем.[8]

- Гипотеза Каратеодори: Гипотеза утверждает, что замкнутая выпуклая трижды дифференцируемая поверхность допускает по меньшей мере две точки округления. Первой работой по этой гипотезе была работа Ганса Гамбургера в 1924, который заметил, что гипотеза следует из следующего более строгого утверждения: Полуцелый индекс расслоения главной кривизны изолированной омбилики не превосходит единицы.

- Гипотеза Вилмора[англ.]. Эта гипотеза утверждает, что интеграл от квадрата средней кривизны тора, вложенного в {\displaystyle \mathbb {E} ^{3}}, должен быть ограничен снизу величиной {\displaystyle 2\pi ^{2}}. Известно, что интеграл является инвариантом Мёбиуса. Гипотезу решили в 2012 Фернандо Кода Маркес и Андрк Невес[9].